# Bain romain de Plombières-les-Bains
Le Bain romain est un établissement thermal situé à Plombières-les-Bains dans le département français des Vosges en Lorraine.
Le vestibule en sous-sol avec les gradins d'époque romaine et les décors intérieurs sont protégés en tant que monument historique depuis 2001.

## Historique

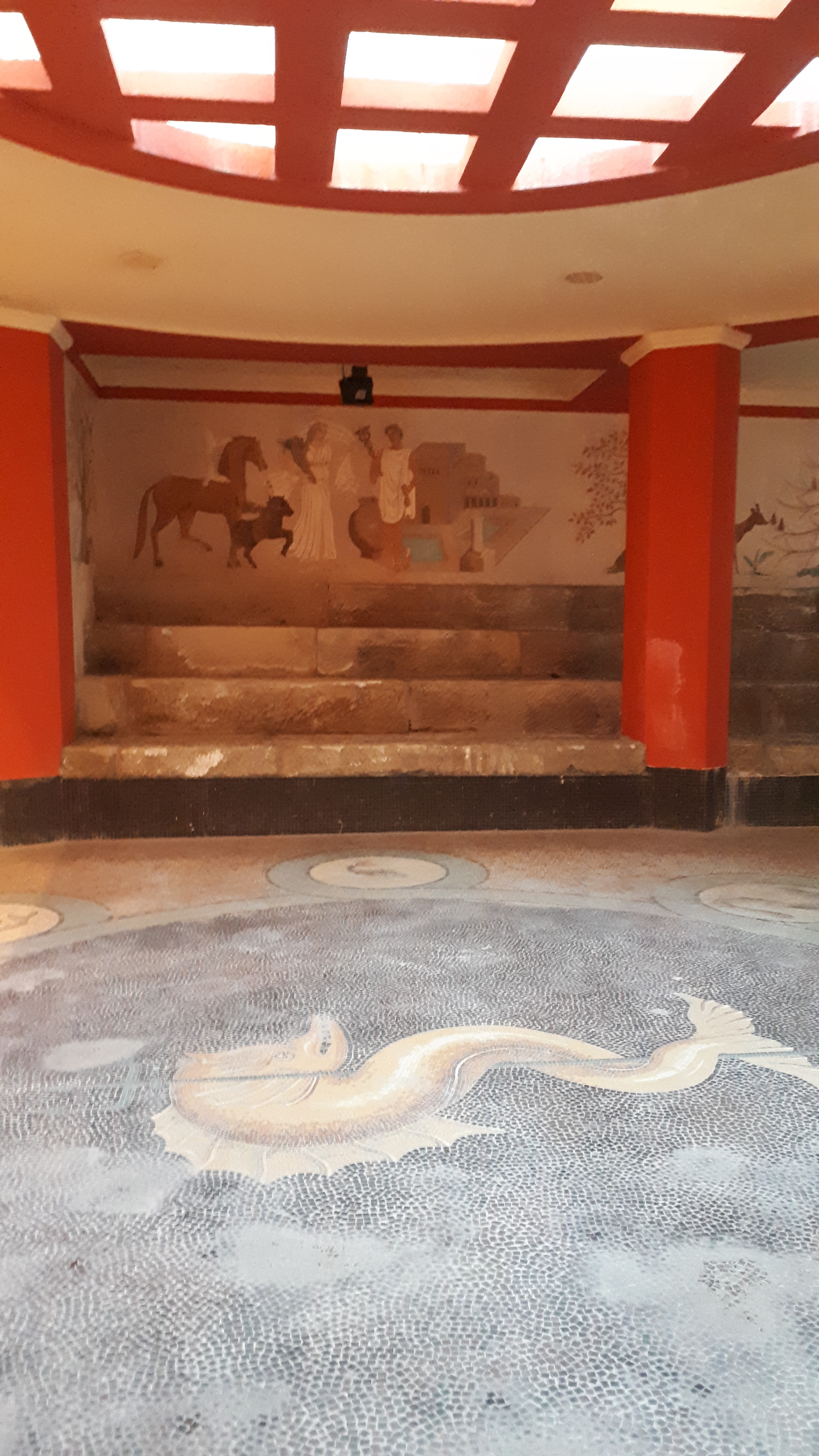
Les gradins antiques et la mosaïque du Bain romain de Plombières-les-Bains.

Entre le XVIe siècle et le XVIIe siècle, de nombreuses publications rédigées principalement par des médecins, mentionnent la présence de construction romaines à Plombières. Michel de Montaigne évoque les bains dans ses Essais après son séjour en septembre 1580. En 1748, Dom Calmet dans son ouvrage Traité historique des eaux et bains de Plombières, de Luxeuil et de Bains apporta des précisions relatives aux bains.
Selon les observations du XVIIIe siècle, il s'agissait d'un vaste bassin rectangulaire à l'air libre, avec une extrémité au moins hémicirculaire, bordée de quatre gradins en grand appareil de grès qui subsistent dans le vestibule du bâtiment actuel. Le sol, dallé, reposait sur une étuve ou hypocauste naturellement chauffé par l'eau chaude thermale.
Les deux inondations de 1565 et 1594 ont nécessité des travaux de réfection. Lors de la guerre de Trente Ans et l'occupation du duché de Lorraine par les Français, Plombières connaît un demi abandon, ses établissements sont dégradés et ses eaux sont à peine fréquentées.
Une première reconstruction fut réalisée en 1702 sous le règne du duc Léopold Ier de Lorraine, puis des travaux d'aménagement de 1800 à 1817. Une reconstruction totale fut menée en 1837 sur les plans de Nicolas Grillot qui fit bâtir un nouveau bâtiment de plan rectangulaire, aux extrémités arrondies, réalisé en moellon et pierre de taille de grès, en partie revêtu de marbres. Il ne conserva que le réservoir ou hypocauste en sous-sol de l'ancien bain.
Le Bain romain fit l'objet d'une reconstruction totale de 1936 à 1938, par l'architecte Robert Danis. La mosaïque du vestibule date de 1938 sur des dessins de Robert et Franck Danis. À l'intérieur, le vestibule a conservé les quatre gradins gallo-romains. Les murs nord et sud sont couverts de peintures murales dues à Frank Danis, restaurées en 1996.
Une statue d'Auguste en toge en marbre datant du Ier siècle av. J.-C. prêtée par le musée du Louvre se trouvait dans l'ancienne piscine antique. Le 22 mars 2023, le consul romain et les autres statues prêtées par le musée du Louvre depuis le 21 décembre 1934 à la commune de Plombières-les-Bains ont quitté la ville, faisant suite au transport d'œuvres vers un site de restauration en octobre 2022.